# Osadnik Czerniakowski
Osadnik Czerniakowski lub Osadnik wodociągowy – sztuczny zbiornik wodny, osadnik w warszawskiej dzielnicy Śródmieście zarządzany przez Miejskie Przedsiębiorstwo Wodociągów i Kanalizacji w m.st. Warszawie.

## Położenie i charakterystyka
Osadnik Czerniakowski to sztuczny zbiornik wodny leżący po lewej stronie Wisły, w jej bliskim sąsiedztwie, w stołecznej dzielnicy Śródmieście, na obszarze MSI Ujazdów. W pobliżu przebiegają ulice: Czerniakowska, Stanisława Mikkego oraz Wał Zawadowski. Osadnik znajduje się na terenie Stacji Pomp Rzecznych przy ulicy Czerniakowskiej 124.
Powierzchnia zbiornika wynosi 17,8 ha. Ma w przybliżeniu kształt trapezu. Jego pojemność, w zależności od stanu Wisły, waha się w przedziale 850 000–1 275 000 m³. Dopływ zapewnia Wisła, a także wody gruntowe. Dno jest poziome. Woda z rzeki doprowadzana jest przez komory ssawne (czerpalne), zatoki i przepusty w formie przewodów o średnicy 1 m. Odpływ w kierunku Filtrów realizowany jest przy pomocy urządzeń pompujących.
Skarpa akwenu nachylona jest w stosunku 1:2. Górna jej krawędź znajduje się na wysokości 5,5 m nad poziomem Wisły (npW), natomiast dno na poziomie -2,25 m. Poziom wody osiąga wartości od 1 m do 2,75 m npW. W związku z tym maksymalna głębokość zbiornika to 5 m. Skarpy są obrukowane i zalane betonem.
Według numerycznego modelu terenu udostępnionego przez Geoportal lustro wody znajduje się na wysokości 79,4 m n.p.m. Identyfikator MPHP osadnika to 96935.

## Historia
Osadnik stanowi części systemu poboru wody dla Warszawy zaprojektowanego przez Williama Lindleya i rozwijanego w kolejnych latach. W 1924 zdecydowano o budowie na obszarze Stacji Pomp Rzecznych dwóch osadników odkrytych, gdyż budowa osadników krytych była opóźniona w stosunku do rozbudowy Zespołu Stacji Filtrów. Ich zadaniem było wstępne oczyszczanie wody po pobraniu z Wisły, a przed poddaniem procesowi filtracji. Osadniki odkryte miały łącznie tworzyć jeden duży zbiornik wodny, którego pojemność pozwalałaby na zabezpieczenie ówczesnych potrzeb miasta przez od 8 do 10 dni. Ostatecznie wybudowano tylko jeden taki obiekt. Roboty przeprowadzono w latach 1924–1928, a następnie pogłębiono osadnik średnio o 1 m w latach 1931–1933.
Podczas budowy wykorzystano dwie parowe czerparki chwytakowe na gąsienicach o pojemności kosza 2,25 m³ każda. Wykopany grunt posłużył m.in. do zasypania Jeziora Baranowieckiego, części Łachy Siekierkowskiej, podwyższenia ulicy Czerniakowskiej, a także usypania drogi do Siekierek – ulicy Bartyckiej. Podczas konstrukcji wzniesiono także wały przeciwpowodziowe o łącznej długości 3020 m. Na budowę osadnika wydano 5 714 779,10 zł.
W latach 1933–1934 wybudowano bezpośrednie połączenie z rzeką w formie wrót śluzowych. Ich zadaniem było umożliwienie wpływania do zbiornika pogłębiarek celem czyszczenia lub pogłębiania. Wykonawcą było przedsiębiorstwo K. Rudzki i S-ka.
Z powodu niskich stanów wody w Wiśle, w latach 60. XX wieku na wale zbudowano pompownię do tłoczenia wody z rzeki do osadnika (pierwotnie przelewała się ona w sposób naturalny).
Do czyszczenia osadnika i koszenia roślinności wodnej wykorzystywany jest m.in. zakupiony w 2017 roku przez Miejskie Przedsiębiorstwo Wodociągów i Kanalizacji statek wielofunkcyjny „Amur”.
Osadnik wykorzystywany jest w XXI wieku jako rezerwuar wody pitnej na wypadek niskich stanów rzeki.

## Przyroda
Osadnik położony jest na obszarze chronionym programem Natura 2000 „Dolina Środkowej Wisły” (kod obszaru: PLB140004). Jest miejscem zimowania ptaków wodnych, w tym szczególnie mew.

## Galeria
| - Plan Osadnika Czerniakowskiego wraz ze Stacją Pomp Rzecznych (1937) - Zdjęcie lotnicze zbiornika wodnego (1946) - Widok na wrota do osadnika z mostu Łazienkowskiego, widoczna również jedna z zatok (2013) |